# Gorilla gorilla diehli
El gorila occidental del río Cross (Gorilla gorilla diehli) es una subespecie de gorila occidental que puede encontrarse en selvas tropicales y subtropicales de entre Nigeria y Camerún. En contraste con el gorila occidental de llanura o planicie (Gorilla gorilla gorilla), este gorila es el que más en peligro está de todos los gorilas y primates.
El gorila del río Cross difiere del occidental de llanura tanto en el cráneo como en las dimensiones de la dentadura.
Se estima que solo existan ya como 200-300 individuos en libertad, en varias poblaciones separadas por campos de cultivo. La población más cercana de gorila occidental del llanura se sitúa a 250 km. Tanto la pérdida de hábitat como el descenso de su sustrato alimenticio de arbustos han contribuido a la disminución drástica de la subespecie. Se encuentra en peligro crítico de extinción según la UICN, y fue incluido en la publicación bienal Los 25 primates en mayor peligro del mundo, 2008-2010.
Son animales normalmente tímidos que huyen ante el menor indicio de presencia humana.

## Descripción
El gorila occidental del rio Cross fue descrito como una nueva especie de gorila occidental por Paul Matschie, un taxónomo de mamíferos, en el año 1904. Su distinción morfológica se confirmó en 1987. Análisis posteriores demostraron que la morfología craneal y dental, así como las proporciones y su distribución eran distintas a las del Gorilla occidental de llanura y fue descrito como una subespecie                                distinta en el año 2000.
Según el estudio de Sarmiento y Oates publicado por el Museo Americano de Historia Natural, se ha descrito que el gorila del rio Cross tiene algunas distinciones con el gorila occidental de llanura, pues al comparar ambos gorilas se comprobó que el gorila del rio Cross tenía paladares más pequeños bóvedas craneales más pequeñas y cráneos más cortos. Todavía no se sabe si el gorila del rio Cross difiera mucho en términos de tamaño corporal o longitud de extremidades y huesos con el gorila occidental de llanura. Sin embargo, las medidas tomadas de un macho sugieren que tienen manos y pies más cortos y un índice de oponibilidad mayor que los gorilas de las tierras bajas occidentales.
El Real Instituto Belga de Ciencias Naturales describió al gorila del rio Cross con un pecho en forma de barril, cabello relativamente uniforme, una cara y un pecho negros desnudos, orejas pequeñas, cejas en forma desnuda que están unidas y márgenes de las fosas nasales.
Otras estadísticas incluyen:
- Altura media de los machos adultos: 165-175 cm. (5 pies 5 pulg-5 pies 9 pulg).[7]
- Peso promedio de los machos adultos: 140-200 kg (310 lb-440 lb).[7]
- Altura promedio de las hembras adultas: 140 cm (4 pies 7 pulgadas).[7]
- Peso promedio de la hembra adulta: 100 kg (220 lb).[7]

## Evolución
En el año 2000, Esteban E. Sarmiento y John F. Oastes propusieron y apoyaron la hipótesis de que el gorila del rio Cross comenzó a evolucionar a una subespecie distinta de Gorilla gorilla Gorilla durante un periodo árido de la fase del Pleistoceno africano en respuesta a la disminución de las fuentes de alimentos y su adaptación tuvo un mayor énfasis en comportamientos herbívoros y terrestres.
El equipo declaró que los antepasados del gorila del rio Cross pudieron haber sido recluidos en los bosques cerca del rio Cross y en otras partes de las tierras altas de Camerún. También escribieron que es posible que los gorilas del rio Cross no se hayan extendido mucho desde su aislamiento. Los antepasados del gorila gorila gorila se diferenciaron del gorila gorilla diehli al extenderse más allá de esta área en algún lugar al sur y al este de Sanaga. Sarmiento y Oates afirmaron que no hay evidencia que sugiera que Gorilla gorilla gorilla y Gorilla gorilla diehli son simpátricos.

## Hábitat
El gorila del rio Cross como muchas otras subespecies de gorilas prefiere un hábitat de bosque denso que está deshabitado por humanos. Debido al tamaño corporal del gorila del rio Cross, requieren áreas grandes y diversas del bosque para cumplir con los requisitos de su hábitat. Al igual que la mayoría de los primates en peligro de extinción, su hábitat natural existe donde los humanos a menudo ocupan y utilizan para obtener recursos naturales. Los bosques que están habitados por el gorila del río Cross varían en altitud desde aproximadamente 100 a 2.037 metros sobre el nivel del mar.